# CONADEIP FBA 2017

La temporada 2017 de la Conferencia Premier organizada por CONADEIP, fue la octava temporada de dicha competición. En el torneo compitieron 12 equipos (tres menos que la temporada anterior) divididos en dos grupos.
Los campeones, Borregos Toluca, representaron a la CONADEIP en el Tazón de Campeones 2017.

## Equipos participantes
| Equipo              | Institución                           | Estadio                                 | Ciudad                                 | Head coach               |
| Grupo Independencia | Grupo Independencia                   | Grupo Independencia                     | Grupo Independencia                    | Grupo Independencia      |
| ------------------- | ------------------------------------- | --------------------------------------- | -------------------------------------- | ------------------------ |
| Aztecas             | Universidad de las Américas de Puebla | Templo del Dolor                        | Cholula, Puebla                        | Eric Fisher              |
| Borregos Salvajes   | ITESM Campus Guadalajara              | La Fortaleza Azul                       | Zapopan, Jalisco                       | Enrique Villanueva       |
| Borregos Salvajes   | ITESM Región Ciudad de México         | Corral de Plástico                      | Atizapán de Zaragoza, Estado de México | Simón Hernández          |
| Borregos Salvajes   | ITESM Campus Monterrey                | Estadio Tecnológico                     | Monterrey, Nuevo León                  | Carlos Altamirano        |
| Borregos Salvajes   | ITESM Campus Puebla                   | Cráter Azul                             | Puebla de Zaragoza, Puebla             | Hugo Lira                |
| Borregos Salvajes   | ITESM Campus Toluca                   | Estadio La Congeladora                  | Toluca, Estado de México               | Horacio García Aponte    |
| Grupo Libertad      |                                       |                                         |                                        |                          |
| Borregos Salvajes   | ITESM Campus Querétaro                | Estadio Borregos                        | Santiago de Querétaro, Querétaro       | Héctor Javier del Águila |
| Cimarrones          | UABC Campus Tijuana                   | UABC Tijuana                            | Tijuana, Baja California               | Ricardo Licona           |
| Coyotes             | Universidad Tecnológica de Hermosillo | Estadio Héctor Espino                   | Hermosillo, Sonora                     | Jorge Guillermo Pacheco  |
| Potros              | Instituto Tecnológico de Sonora       | Campo Hundido                           | Ciudad Obregón, Sonora                 | Enrique Martínez         |
| Zorros              | CETYS Campus Mexicali                 | CETYS Mexicali                          | Mexicali, Baja California              | Juan Ángel Medina        |
| Zorros              | CETYS Campus Tijuana                  | Estadio Margarita Astiazarán de Fimbres | Tijuana, Baja California               | Ernesto Campa            |

### Cambios
- Los Leones Anáhuac Norte abandonaron la Conferencia Premier, uniéndose al Grupo Verde de la ONEFA.[2]
- La Universidad Madero puso fin a su programa de fútbol americano en categoría Mayor, por lo que los Tigres Blancos no participaron en la temporada 2017.[3]
- Los Búhos de la Universidad de Sonora no participaron en la temporada.

## Standings
| Grupo Independencia  | Grupo Independencia | Grupo Independencia | Grupo Independencia | Grupo Independencia | Grupo Independencia | Grupo Independencia | Grupo Independencia |
| Equipo               | Récord              | Conf.               | Cociente            | PF                  | PC                  | Dif.                | Racha               |
| -------------------- | ------------------- | ------------------- | ------------------- | ------------------- | ------------------- | ------------------- | ------------------- |
| Aztecas UDLA         | 8 – 1               | 7 – 1               | 0.889               | 335                 | 173                 | 162                 | P1                  |
| Borregos Toluca      | 7 – 2               | 6 – 2               | 0.778               | 201                 | 153                 | 14                  | G3                  |
| Borregos Monterrey   | 6 – 3               | 6 – 2               | 0.667               | 259                 | 188                 | 12                  | G1                  |
| Borregos México      | 4 – 5               | 3 – 5               | 0.444               | 172                 | 216                 | -44                 | G2                  |
| Borregos Puebla      | 2 – 7               | 2 – 6               | 0.222               | 148                 | 227                 | -79                 | P3                  |
| Borregos Guadalajara | 0 – 9               | 0 – 8               | 0.000               | 190                 | 350                 | -160                | P9                  |

| Grupo Libertad          | Grupo Libertad | Grupo Libertad | Grupo Libertad | Grupo Libertad | Grupo Libertad | Grupo Libertad | Grupo Libertad |
| Equipo                  | Récord         | Conf.          | Cociente       | PF             | PC             | Dif.           | Racha          |
| ----------------------- | -------------- | -------------- | -------------- | -------------- | -------------- | -------------- | -------------- |
| Zorros CETYS Mexicali   | 6 – 1          | 6 – 1          | 0.857          | 226            | 98             | 128            | G2             |
| Potros ITSON            | 5 – 2          | 5 – 2          | 0.714          | 149            | 114            | 35             | P1             |
| Cimarrones UABC Tijuana | 3 – 4          | 3 – 4          | 0.429          | 139            | 151            | -12            | G2             |
| Zorros CETYS Tijuana    | 3 – 4          | 3 – 4          | 0.429          | 110            | 168            | -58            | P2             |
| Borregos Querétaro      | 3 – 4          | 3 – 4          | 0.429          | 168            | 172            | -4             | P2             |
| Coyotes UTH             | 1 – 6          | 1 – 6          | 0.143          | 50             | 139            | -89            | G1             |

     Clasificado a Postemporada

## Resultados

### Temporada regular
| Fecha            | Hora      | Local                 | Res.      | Visitante              | Estadio                            | Transmisión             |
| Semana 11        | Semana 11 | Semana 11             | Semana 11 | Semana 11              | Semana 11                          | Semana 11               |
| ---------------- | --------- | --------------------- | --------- | ---------------------- | ---------------------------------- | ----------------------- |
| 1 de septiembre  | 19:00     | Linces UVM            | 44–29     | Borregos Guadalajara   | Estadio José Ortega Martínez       | Máximo Avance           |
| 1 de septiembre  | 19:00     | Águilas UACH          | 7–20      | Borregos Toluca        | Estadio Olímpico de la UACH        |                         |
| 1 de septiembre  | 19:00     | Borregos Monterrey    | 10–21     | Auténticos Tigres UANL | Estadio Tecnológico                | Máximo Avance           |
| 2 de septiembre  | 10:00     | Águilas Blancas IPN   | 17–14     | Borregos Puebla        | Estadio Wilfrido Massieu           | Canal 11                |
| 2 de septiembre  | 12:00     | Leones Anáhuac Norte  | 61–7      | Borregos Querétaro     | La Cueva del León                  | Máximo Avance           |
| 2 de septiembre  | 13:00     | Aztecas UDLA          | 27–21     | Pumas CU UNAM          | Templo del Dolor                   | TV UDLAP                |
| 2 de septiembre  | 19:00     | Borregos México       | 14–7      | Burros Blancos IPN     | Corral de Plástico                 | Máximo Avance           |
| Semana 2         |           |                       |           |                        |                                    |                         |
| 9 de septiembre  | 14:00     | Borregos Toluca       | 26–8      | Borregos México        | Estadio La Congeladora             | Máximo Avance           |
| 9 de septiembre  | 17:00     | Zorros CETYS Tijuana  | 27–21     | Borregos Querétaro     | Margarita de Astiazarán de Fimbres |                         |
| 9 de septiembre  | 18:00     | Borregos Monterrey    | 28–17     | Borregos Guadalajara   | Estadio Tecnológico                | Máximo Avance           |
| 9 de septiembre  | 21:00     | Potros ITSON          | 22–7      | Coyotes UTH            | Campo Hundido                      |                         |
| Semana 3         |           |                       |           |                        |                                    |                         |
| 15 de septiembre | 21:00     | Zorros CETYS Mexicali | 32–0      | Zorros CETYS Tijuana   | CETYS Mexicali                     |                         |
| 15 de septiembre | 21:00     | Cimarrones Tijuana    | 16–0      | Coyotes UTH            | UABC Tijuana                       |                         |
| 16 de septiembre | 13:00     | Aztecas UDLA          | 28–0      | Borregos Toluca        | Templo del Dolor                   | TV UDLAP                |
| 16 de septiembre | 14:00     | Borregos Querétaro    | 22–10     | Potros ITSON           | Estadio Borregos                   | ESPN3                   |
| 16 de septiembre | 17:00     | Borregos Guadalajara  | 17–24     | Borregos Puebla        | La Fortaleza Azul                  | Máximo Avance           |
| 16 de septiembre | 19:00     | Borregos México       | 8–21      | Borregos Monterrey     | Corral de Plástico                 | Máximo Avance           |
| Semana 42        |           |                       |           |                        |                                    |                         |
| 23 de septiembre | 15:00     | Borregos Querétaro    | 20–43     | Zorros CETYS Mexicali  | Estadio Borregos                   | Máximo Avance           |
| 23 de septiembre | 17:00     | Zorros CETYS Tijuana  | 21–18     | Cimarrones Tijuana     | Margarita de Astiazarán de Fimbres |                         |
| 23 de septiembre | 17:00     | Coyotes UTH           | 7–16      | Potros ITSON           | Estadio Héctor Espino              | TitanScores             |
| Semana 5         |           |                       |           |                        |                                    |                         |
| 29 de septiembre | 21:00     | Cimarrones Tijuana    | 20–28     | Zorros CETYS Mexicali  | UABC Tijuana                       |                         |
| 30 de septiembre | 14:00     | Borregos Puebla       | 39–53     | Aztecas UDLA           | Cráter Azul                        | Di+TV, TV UDLAP         |
| 30 de septiembre | 18:00     | Borregos Querétaro    | 41–20     | Coyotes UTH            | Estadio Borregos                   | Máximo Avance           |
| 30 de septiembre | 20:00     | Potros ITSON          | 40–13     | Zorros CETYS Tijuana   | Campo Hundido                      | CAM Media               |
| Semana 6         |           |                       |           |                        |                                    |                         |
| 7 de octubre     | 13:00     | Aztecas UDLA          | 30–7      | Borregos Monterrey     | Templo del Dolor                   | TV UDLAP                |
| 7 de octubre     | 13:00     | Borregos Puebla       | 0–24      | Borregos Toluca        | Cráter Azul                        | ESPN3                   |
| 7 de octubre     | 15:00     | Zorros CETYS Mexicali | 47–20     | Cimarrones Tijuana     | CETYS Mexicali                     |                         |
| 7 de octubre     | 19:00     | Borregos México       | 36–23     | Borregos Guadalajara   | Corral de Plástico                 | Máximo Avance           |
| Semana 7         |           |                       |           |                        |                                    |                         |
| 13 de octubre    | 21:00     | Cimarrones Tijuana    | 10–13     | Potros ITSON           | UABC Tijuana                       |                         |
| 14 de octubre    | 13:00     | Aztecas UDLA          | 48–13     | Borregos México        | Templo del Dolor                   | TV UDLAP                |
| 14 de octubre    | 13:00     | Borregos Puebla       | 10–38     | Borregos Monterrey     | Cráter Azul                        | Di+TV, Máximo Avance    |
| 14 de octubre    | 16:30     | Coyotes UTH           | 6–38      | Borregos Querétaro     | Estadio Héctor Espino              | TitanScores             |
| 14 de octubre    | 17:00     | Borregos Guadalajara  | 36–40     | Borregos Toluca        | La Fortaleza Azul                  | Máximo Avance           |
| 14 de octubre    | 17:00     | Zorros CETYS Tijuana  | 24–23     | Zorros CETYS Mexicali  | Margarita de Astiazarán de Fimbres |                         |
| Semana 8         |           |                       |           |                        |                                    |                         |
| 20 de octubre    | 21:00     | Cimarrones Tijuana    | 24–19     | Zorros CETYS Tijuana   | UABC Tijuana                       |                         |
| 21 de octubre    | 13:00     | Borregos Toluca       | 7–28      | Aztecas UDLA           | Estadio La Congeladora             | TV UDLAP                |
| 21 de octubre    | 13:00     | Borregos Puebla       | 30–7      | Borregos Guadalajara   | Cráter Azul                        | Di+TV, Máximo Avance    |
| 21 de octubre    | 15:00     | Borregos Monterrey    | 43–18     | Borregos México        | Estadio Tecnológico                | ESPN3                   |
| 21 de octubre    | 19:00     | Zorros CETYS Mexicali | 1–02      | Coyotes UTH            | CETYS Mexicali                     |                         |
| 21 de octubre    | 20:00     | Potros ITSON          | 35–3      | Borregos Querétaro     | Campo Hundido                      | CAM Media               |
| Semana 9         |           |                       |           |                        |                                    |                         |
| 27 de octubre    | 21:00     | Zorros CETYS Mexicali | 52–14     | Potros ITSON           | CETYS Mexicali                     |                         |
| 28 de octubre    | 13:00     | Aztecas UDLA          | 42–28     | Borregos Puebla        | Templo del Dolor                   | TV UDLAP                |
| 28 de octubre    | 17:00     | Borregos Guadalajara  | 19–52     | Borregos Monterrey     | La Fortaleza Azul                  | Máximo Avance           |
| 28 de octubre    | 17:00     | Coyotes UTH           | 10–6      | Zorros CETYS Tijuana   | Estadio Héctor Espino              | TitanScores             |
| 28 de octubre    | 18:00     | Borregos Querétaro    | 23–31     | Cimarrones Tijuana     | Estadio Borregos                   | Máximo Avance           |
| 28 de octubre    | 19:00     | Borregos México       | 21–27     | Borregos Toluca        | Corral de Plástico                 | ESPN3                   |
| Semana 10        |           |                       |           |                        |                                    |                         |
| 3 de noviembre   | 19:00     | Borregos Guadalajara  | 20–52     | Aztecas UDLA           | La Fortaleza Azul                  | TV UDLAP                |
| 4 de noviembre   | 13:00     | Borregos Toluca       | 38–22     | Borregos Monterrey     | Estadio La Congeladora             | ESPN3                   |
| 4 de noviembre   | 13:00     | Borregos Puebla       | 0–10      | Borregos México        | Cráter Azul                        | Di+TV, Máximo Avance    |
| Semana 11        |           |                       |           |                        |                                    |                         |
| 11 de noviembre  | 13:00     | Borregos Toluca       | 19–3      | Borregos Puebla        | Estadio La Congeladora             | Máximo Avance           |
| 11 de noviembre  | 17:00     | Borregos Guadalajara  | 21–44     | Borregos México        | La Fortaleza Azul                  | ESPN3                   |
| 11 de noviembre  | 18:00     | Borregos Monterrey    | 38–27     | Aztecas UDLA           | Estadio Tecnológico                | Máximo Avance, TV UDLAP |

1. Los partidos de la semana 1 fueron juegos interconferencia ONEFA-CONADEIP.
2. Los duelos de la semana 4 entre Borregos Toluca–Borregos Guadalajara, Borregos Monterrey–Borregos Puebla y Borregos México–Aztecas UDLA fueron cancelados debido al terremoto del 19 de septiembre que azotó al centro de México.
3. Coyotes UTH perdió el partido por forfeit al no presentarse al duelo debido a una falla mecánica en el autobús que los transportaba.

### Postemporada
Los cuatro mejores clasificados del Grupo Libertad se enfrentan en las semifinales para definir al campeón del grupo.
|  | Semifinales                           | Semifinales  |    |  | Final                                  | Final |  |
|  |                                       |              |    |  |                                        |       |  |
|  | 3 de noviembre 20:00 – CETYS Mexicali |              |    |  |                                        |       |  |
|  | Zorros CETYS Mexicali                 | 37           |    |  |                                        |       |  |
|  | Zorros CETYS Tijuana                  | 7            |    |  |                                        |       |  |
|  |                                       |              |    |  |                                        |       |  |
|  |                                       |              |    |  | 10 de noviembre 21:00 – CETYS Mexicali |       |  |
|  |                                       |              |    |  | Zorros CETYS Mexicali                  | 27    |  |
|  |                                       | Potros ITSON | 21 |  |                                        |       |  |
|  |                                       |              |    |  |                                        |       |  |
|  |                                       |              |    |  |                                        |       |  |
|  |                                       |              |    |  |                                        |       |  |
|  | 4 de noviembre 19:00 – Campo Hundido  |              |    |  |                                        |       |  |
|  | Potros ITSON                          | 29           |    |  |                                        |       |  |
|  | Cimarrones Tijuana                    | 24           |    |  |                                        |       |  |

Los cuatro mejores clasificados del Grupo Independencia se enfrentan en las semifinales para definir al campeón de la Conferencia Premier.
|  | Semifinales                              | Semifinales     |    |  | Final                                    | Final |  |
|  |                                          |                 |    |  |                                          |       |  |
|  | 18 de noviembre 13:00 – Templo del Dolor |                 |    |  |                                          |       |  |
|  | Aztecas UDLA                             | 54              |    |  |                                          |       |  |
|  | Borregos México                          | 0               |    |  |                                          |       |  |
|  |                                          |                 |    |  |                                          |       |  |
|  |                                          |                 |    |  | 25 de noviembre 13:00 – Templo del Dolor |       |  |
|  |                                          |                 |    |  | Aztecas UDLA                             | 28    |  |
|  |                                          | Borregos Toluca | 31 |  |                                          |       |  |
|  |                                          |                 |    |  |                                          |       |  |
|  |                                          |                 |    |  |                                          |       |  |
|  |                                          |                 |    |  |                                          |       |  |
|  | 18 de noviembre 13:00 – La Congeladora   |                 |    |  |                                          |       |  |
|  | Borregos Toluca                          | 31              |    |  |                                          |       |  |
|  | Borregos Monterrey                       | 17              |    |  |                                          |       |  |

### Tazón de Campeones (Campeonato Nacional)
| Casco           |        |               |
| Brazo izquierdo | Cuerpo | Brazo derecho |
| Pantalones      |        |               |
| Medias          |        |               |
| UNAM            |        |               |

| 2 de diciembre de 2017, 13:00 Estadio La Congeladora - 5,000 espectadores                                                                              |    |    |    |    |
| \| Equipo \| 1C \| 2C \| 3C \| 4C \| \| ------------ \| -- \| -- \| -- \| -- \| \| UNAM \| 0 \| 7 \| 0 \| 8 \| \| ITESM Toluca \| 0 \| 0 \| 6 \| 10 \| |    |    |    |    |
| Equipo | 1C | 2C | 3C | 4C |
| UNAM | 0  | 7  | 0  | 8  |
| ITESM Toluca | 0  | 0  | 6  | 10 |

| Equipo       | 1C | 2C | 3C | 4C |
| ------------ | -- | -- | -- | -- |
| UNAM         | 0  | 7  | 0  | 8  |
| ITESM Toluca | 0  | 0  | 6  | 10 |

| Casco           |        |               |
| Brazo izquierdo | Cuerpo | Brazo derecho |
| Pantalones      |        |               |
| Medias          |        |               |
| ITESM           |        |               |

| Campeón Nacional 2017 |
| --------------------- |
| Borregos ITESM Toluca |
| 1° Título             |

## Premios
| Premios Casco de Oro      | Premios Casco de Oro     | Premios Casco de Oro | Premios Casco de Oro |
| Jugador / Entrenador      | Premio                   | Equipo               | Liga                 |
| ------------------------- | ------------------------ | -------------------- | -------------------- |
| Maximiliano Lara González | Jugador del año          | Borregos Toluca      | CONADEIP             |
| Horacio García            | Entrenador del año       | Borregos Toluca      | CONADEIP             |
| Diego Pareyón             | Novato del año           | Pumas CU             | ONEFA                |
| Diego Rojas               | Liniero ofensivo del año | Borregos Toluca      | CONADEIP             |
| Arturo Galván             | Campeón anotador         | Aztecas de la UDLAP  | CONADEIP             |
| César Brayan Pérez        | Defensivo del año        | Borregos Toluca      | CONADEIP             |
| Andrés Salgado            | Receptor del año         | Pumas CU             | ONEFA                |
| Diego Reyes               | Especialista del año     | Pumas CU             | ONEFA                |
| Abel García Rosado        | Estudiante del año       | Burros Blancos       | ONEFA                |